# 싱겔

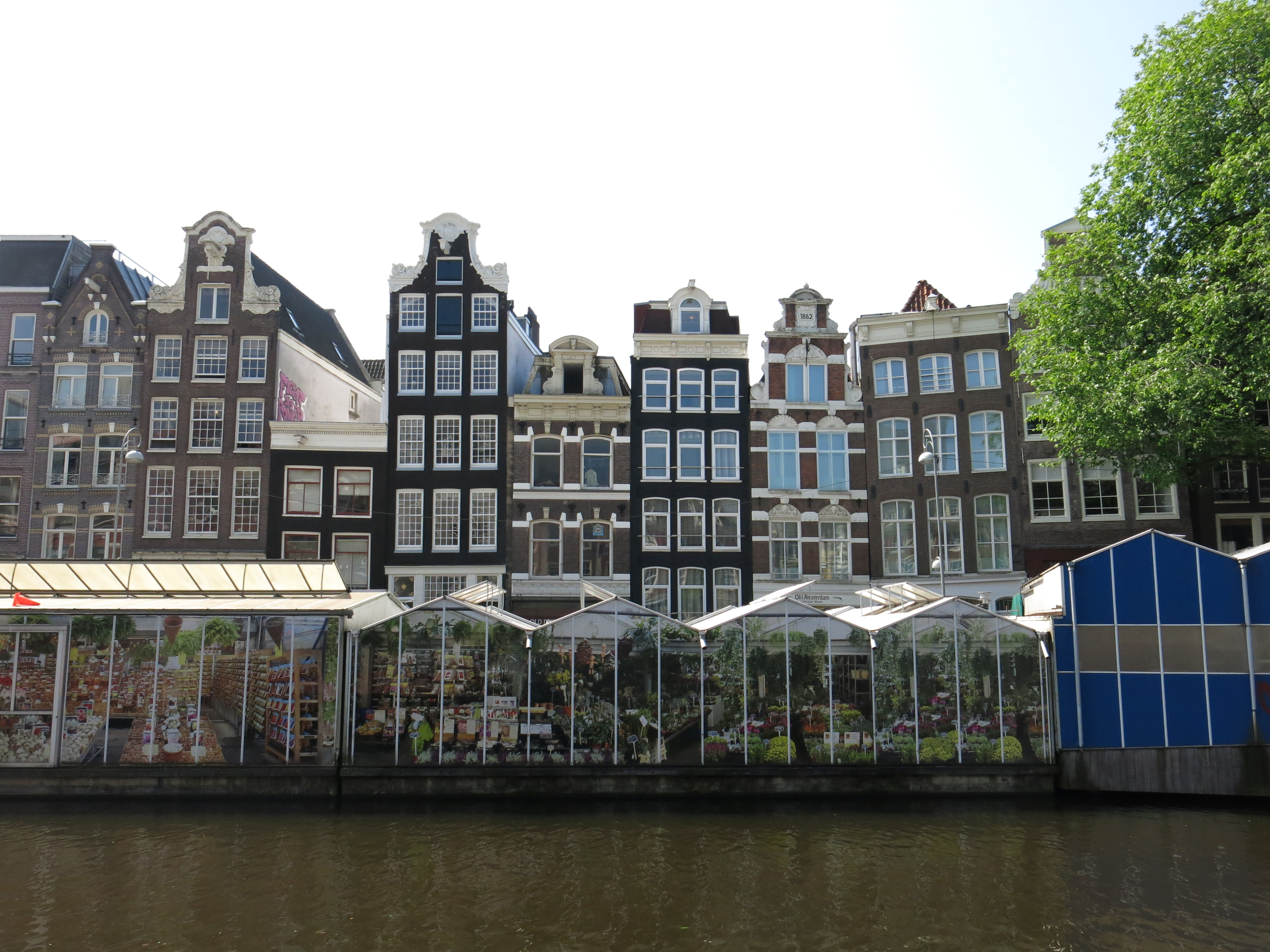
싱겔에 떠있는 블루멘마르크트(꽃시장)의 가판.

싱겔(네덜란드어: Singel)은 싱겔은 암스테르담의 운하 중 하나이다. 싱겔은 중세 시대에 암스테르담을 둘러쌌는데, 암스테르담이 싱겔 강 너머로 확장한 1585년까지 그 도시를 둘러싼 해자의 역할을 했다. 그 운하는 센트럴 역 근처의 IJ 만에서 암스텔 강과 만나는 문틀린 광장까지 이어진다. 그것은 이제 암스테르담의 반원형 운하 고리에서 가장 안쪽에 있는 운하이다.
그 운하는 17세기 네덜란드 황금기 동안 도시의 외부 한계가 되었던 싱겔그라프트와 혼동되어서는 안 된다. 네덜란드의 다른 도시들에도 싱이라는 이름의 고리 모양의 운하가 있다. 그 이름은 "주변을 에워싸다"라는 네덜란드어 옴싱겔렌과 관련이 있고, 궁극적으로 "벨트"를 의미하는 라틴어 싱굴룸에서 왔다.